# 안중회
안중회(安重誨, ? ~ 931년 6월 25일)는 중국 오대십국 시대 후당 명종 이사원의 추밀사(樞密使)이자 최고 고문으로 활약했던 인물이다. 명종 연간의 대부분 기간 동안, 안중회는 궁정에서 제일 강력했던 인물이었고, 자신의 시각에서 주요 군사・정치적인 결정들을 내리는 등 후당 제국의 권위 강화를 추구하였다. 하지만, 명종의 양자인 노왕(潞王) 이종가 등의 정적들에 대한 그의 무자비한 조치들은 수많은 분노를 자아냈다. 안중회가 실시한 지역 군벌 맹지상・동장과의 전쟁이 교착 상태에 빠지자, 안중회는 은퇴를 강요당하였고, 이어 은퇴 후에는, 그가 맹지상・동장과 후당의 신하였던 오월국왕 전류 등을 후당 황제로부터 멀어지게 했다는 혐의로 고발되어 죽임을 당했다. 그는 죽어가면서, 자신이 이종가의 상태를 없애버리지 못한 것을 한탄하였다고 한다.

## 출전, 주해 및 참고 자료
1. ↑  《자치통감》, 권277.
2. ↑  대만 중앙연구원 중국력(中國曆) ↔ 서력(西曆) 변환기
3. ↑  《자치통감》에서의 사건 서술은 안중회의 죽음이 6월 25일에 있었다고 나타나 있으나, 이를 분명하게 언급하지 않았다. 안중회의 처형을 지시한 명종의 조서는 6월 26일에 있었다고 기록되어 있어야 하나, 《자치통감》에 기초한 서술에서는 안중회의 사망 후에 발령되었다.

- 《구오대사》, 권66.
- 《신오대사》, 권24.
- 《자치통감》, 권269・274・275・276・277・278.